# Alejandro Abascal
Alejandro Abascal, född den 15 juli 1952 i Santander, är en spansk seglare.
Han tog OS-guld i Flying Dutchman i samband med de olympiska seglingstävlingarna 1980 i Moskva.